# Idealizm młodzieńczy
Idealizm młodzieńczy – skłonność do rozwijania własnych pomysłów i buntowania się przeciwko istniejącemu porządkowi, próba jego zmiany lub zanegowania. Filozoficzne przekonanie o wrodzonej dobroci ludzkiej natury. Idea ta jest często przywoływana jako powód, dla którego młodzi ludzie są bardziej skłonni do aktywności politycznej, ponieważ wierzą, że jeśli będą pracować wystarczająco ciężko, mogą uczynić świat lepszym.
System ideałów, koncepcję rzeczywistości doskonałej, która byłaby odpowiednią i w pełni zadowalającą dla jaźni ludzkiej, jej potrzeb i norm uczuciowych i duchowych.

## Założenia
Koncepcja ta opiera się na trzech założeniach.
1. Idealizm jest najbardziej charakterystyczną cechą psychiki młodzieńczej
2. Idealizm powstaje u człowieka w wieku młodzieńczym
3. Idealizm młodzieńczy ma swoiste cechy, które odróżniają go od idealizmu ludzi dorosłych[3]

## Fazy idealizmu młodzieńczego
Młodzieńczy idealizm charakteryzuje się w postrzeganiu świata przez różowe okulary. Powstaje, utrzymuje się i zmienia w okresie dojrzewania przez kilka następujących po sobie etapów.

### Faza pierwsza
Utożsamianie się z osobą, kogo cechy uważane są przez młode osoby za doskonałe lub przynajmniej godne naśladowania. Chłopcy rozwijają heroiczne kulty (np. naśladują starszych, polityków, sportowców). U dziewcząt przejawia się głównie naśladowaniem idoli (muzyków, modelki, aktorów). 

Poszukiwanie bohatera

### Faza druga
Na tym etapie rozwoju światopoglądowego równoważone zostają cechy idealne występujące we wzorcach zachowań różnych ludzi i dostosowywane do własnych potrzeb młodych osób. 

Tworzenie koncepcji doskonałej rzeczywistości

### Faza trzecia
To czas, kiedy marzenia się rozpadają i należy zaakceptować codzienność oraz rutynę. Moment ten pojawia się w innym czasie dla różnych osób, w zależności od ich pochodzenia społecznego. 

Realizm wywodzący się z idealizmu

## Formy idealizmu młodzieńczego
Młodzieńczy idealizm jest zjawiskiem wartościowanym zdecydowanie pozytywnie. Można wyróżnić trzy formy idealizmu młodzieńczego.

### Idealizm antycypacyjny
Faza idealizmu antycypacyjnego rozpoczyna się, gdy młoda osoba wytwarza idealny model rzeczywistości. Polega na optymistycznej wizji przyszłości, połączonej z wiarą w realizację własnych pragnień i marzeń.

### Idealizm kompensacyjny
To forma protestu i ucieczki po przykrym doświadczeniu. Występuje po złych doświadczeniach i objawia się protestem, ucieczką od rzeczywistości oraz niezgodą. Wyraża się w krytykowaniu innych i buncie (jako wyniku rozczarowania na skutek zderzenia się młodzieńczych ideałów z rzeczywistością).

### Idealizm normatywny (praktyczny)
Idealizm staje się świadomym wyborem i jest akceptowany jako norma. Polega na rozróżnianiu tego, co jest, od tego, co jest możliwe do zrealizowania.